# Nederlandsche Maatschappij voor Havenwerken

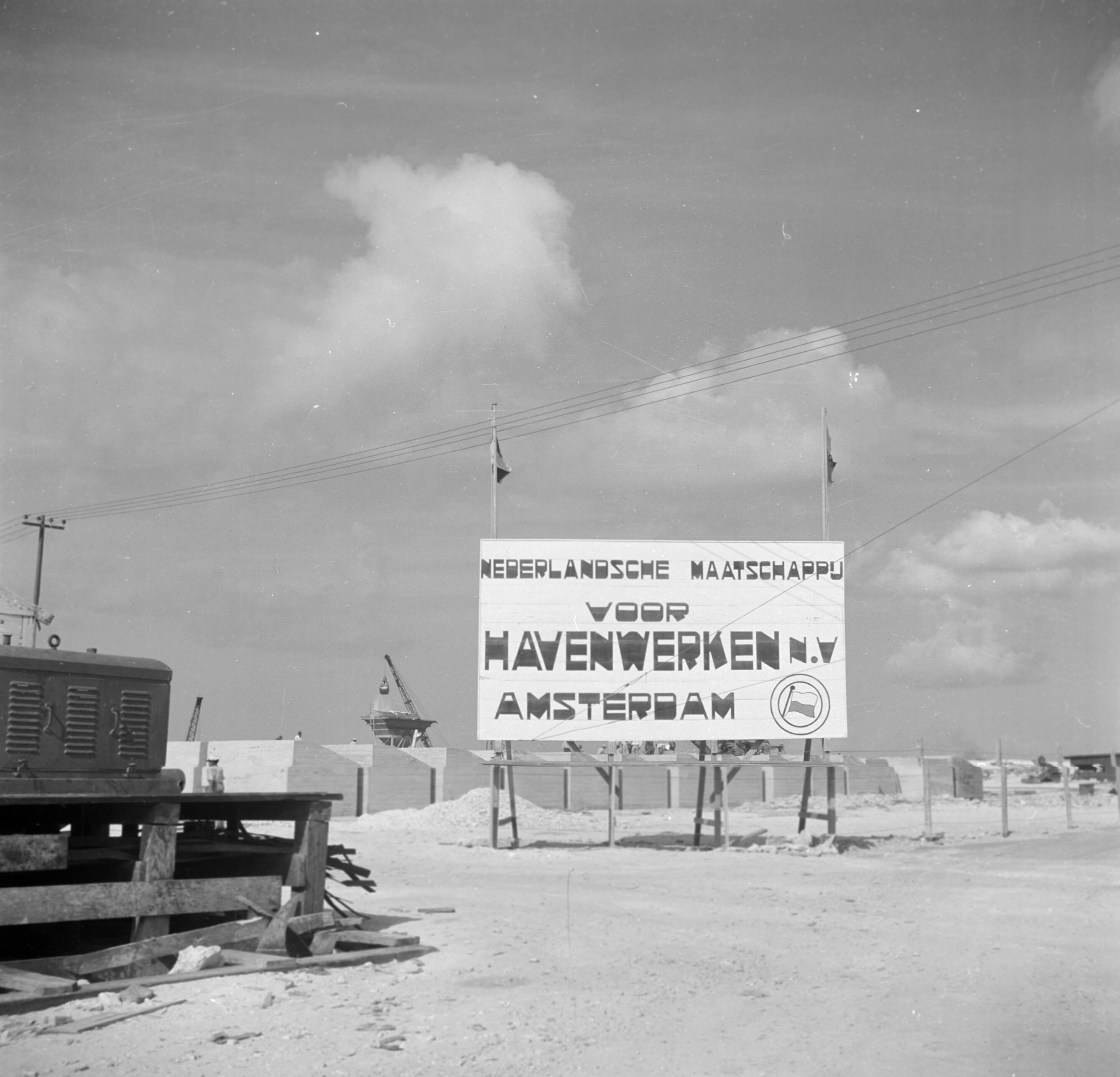
Bord in de haven van Oranjestad op Aruba van de Nederlandsche Maatschappij voor Havenwerken N.V. Amsterdam

De Nederlandsche Maatschappij voor Havenwerken is een Nederlands aannemingsbedrijf, opgericht 1 juli 1912 en hoofdzakelijk werkzaam buiten Nederland.  Zij hebben in juli 1952, bij het 40-jarig bestaan, het predicaat “koninklijke” gekregen. In het buitenland werkten zij onder de naam Royal Netherlands Harbour Works. 
Tot  aan de Tweede Wereldoorlog is er overwegend in het buitenland gewerkt. Na de oorlog is er in Nederland ook aan utiliteitsbouw gedaan, maar in  1957 is besloten om zich weer te concentreren op het buitenland.
Het bedrijf is begin jaren 70 van de 20e eeuw overgenomen door HJ Nederhorst Gouda. Na het faillissement van dat bedrijf in 1979 werd het overgenomen door de Hollandsche Beton Groep en sinds 2002 onderdeel is van Koninklijke BAM Groep. Als afzonderlijk bedrijf is het inmiddels uitgeschreven bij de Kamer van Koophandel. Bij de BAM waren de activiteiten ondergebracht bij de werkmaatschappij BAM-International. In 2020 heeft de BAM besloten om alle internationale activiteiten (m.u.v. Verenigd Koninkrijk, Ierland en België) te stoppen. Hiermee is feitelijk ook de Maatschappij voor Havenwerken opgeheven.
Bij oprichting had de maatschappij een kapitaal van vijf miljoen gulden, waarvan 1 miljoen daadwerkelijk geplaatst was. De belangrijkste aandeelhouders waren de Maatschappij tot Exploitatie van Baggermateriaal (35%) en de Société d’Entreprises et d’Exploitations en Indo-Chine (35%).
De  eerste technisch directeur van de maatschappij was ir. A.G. Lamminga (1914-1929), daarna ir. O.C.A. van Lidth de Jeude (1920-1935). Vanaf 1923 was ir. A.W.G. Stigter ook technisch directeur.

## Eerste werken

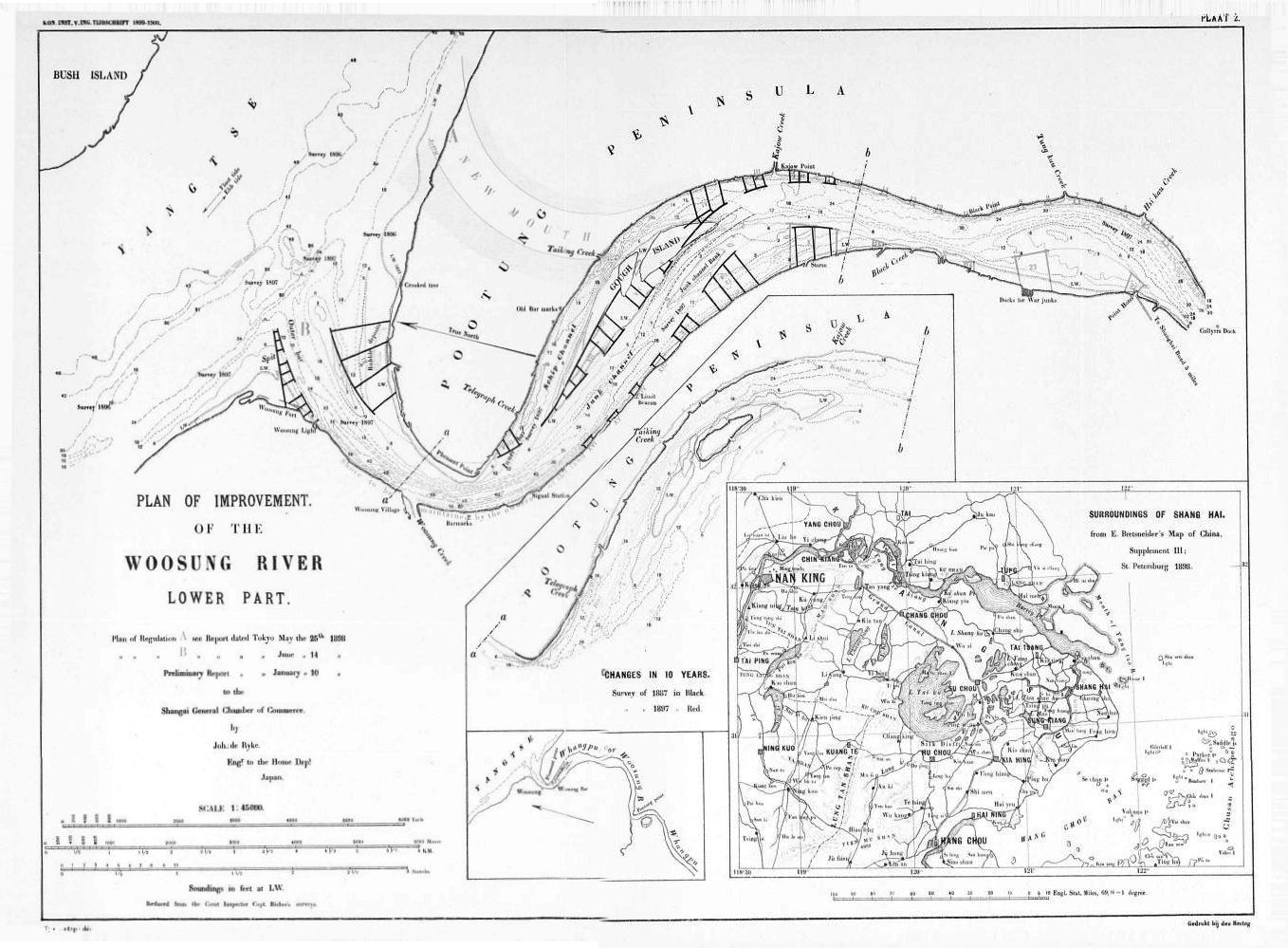
Het plan van De Rijke voor verbetering van de Whangpoo

Het bedrijf is opgericht door de de aannemers Reinier Hendrik van Dorsser, lid van de raad van beheer de Maatschappij tot Exploitatie van Baggermaterieel, te Zeist, (en schoonzoon van Frederik Cornelis Déking Dura), Salomon ten Bokkel Huinink, aannemer te Ubbergen en Gozewienus van Thiel de Vries, aannemer te 's-Gravenhage. Zij waren de eerste jaren vooral actief in China. Bij oprichting waren zij betrokken bij de verbetering van de Whangpoo bij Shanghai. Hiervoor moest ruim 3 miljoen m³ grond (hoofdzakelijk slappe klei) verzet worden. De maatschappij had hiervoor het materieel van de “Nederlandsch-Fransche Maatschappij voor Havenwerken” uit Amsterdam die in 1910 werd geliquideerd. 

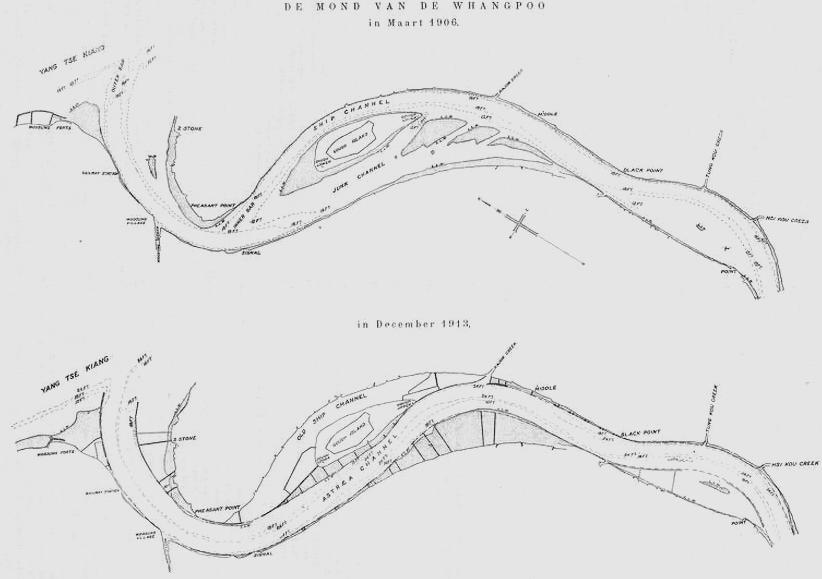
de monding van de Whangpoo bij Shanghai

Als uitvoerder en toezichthouder van de opdrachtgever hadden zij Johannis de Rijke.  Samen met zijn 16-jarige zoon Hendrik arriveerde De Rijke in februari 1906 als hoofdingenieur te Shanghai. Zijn dochter Coba kwam ook mee, en trad op als huishoudster. Hij kreeg hier de vrije hand bij de uitvoering. Hij liet staf uit Nederland over komen, en ook een groot deel van de ca. 80 man werkvolk kwam uit Nederland. Er waren twee baggermolens (de Rhenania en de Colonia, in 1906 uit Emden verscheept) en een zandzuiger (de Cycloop) ingezet. De werken werden uitgevoerd door de (Nederlandse) East Asiatic Dedging Company. Dit bedrijf werd in 1912 hernoemd als Nederlandsche Maatschappij voor Havenwerken. De plannen van De Rijke hadden effect. Hij slaagde er uiteindelijk in om de Woosung-zandbank helemaal op te ruimen.       
Hoewel nog niet al het werk was afgerond, nam De Rijke in 1910 ontslag bij de Chinese overheid. In november van dat jaar vertrok hij voorgoed naar Nederland. In 1914 kwam ir. B. van Exter uit Chefoo om verder leiding te geven aan de werken. Het werk duurde langer dan gepland en werd pas in 1928 afgerond onder leiding van de Zweedse ingenieur H.M. von Heidenstam.      
overzichtvan waterbouw in China

## Werken voor de Tweede Wereldoorlog

### Havenwerken van Chefoo

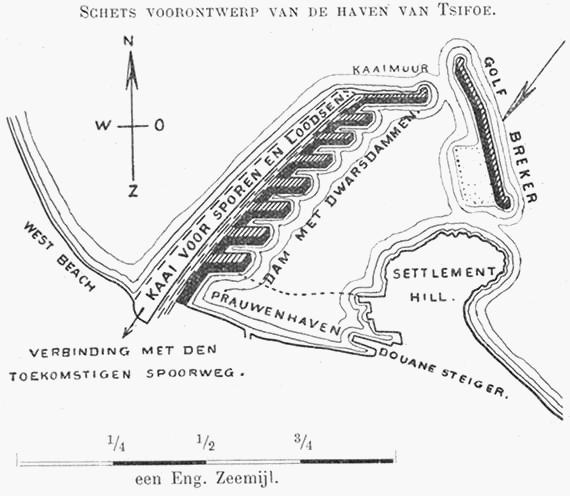
Ontwerp van de havenplannen voor Chefoo

Door de Harbour-Committee van Chefoo is in 1912, in concurrentie met buitenlandse aanbiedingen, het verzoek gericht tot uitzending van een ingenieur om een ontwerp te maken tot verbetering der haven aldaar, met name voor de bouw van een „breakwater" om aan de schepen een veilige ligging op de rede te verzekeren. Aan dit verzoek is voldaan door de uitzending van de Rijkswaterstaat-ingenieur O.C.A. van Lidth de Jeude, die daarvoor verlof van 9 maanden buiten bezwaar van 's Lands schatkist werd toegestaan. Hij is in oktober naar China vertrokken aanvaarden en is vergezeld door de aan hem toegevoegde ingenieur B. van Exter, die werkzaam was te Hamburg bij de uitvoering van werken door de Kölnische Baggergesellschaft.
Het ontwerp viel in goede aarde, vervolgens is in 1915 opdracht gegeven aan een combinatie van Nederlandse aannemers om dit er uit te voeren. Hieruit is de Nederlandsche Maatschappij voor Havenwerken voortgekomen.

De bodem bleek uit slappe grond te bestaan, een laag van 15 tot 20 m modder. Die is eerst weggebaggerd en met ruwe steen opgevuld. Daarop zijn betonblokken geplaatst van 3 x 2,75 x 2 m³. In totaal zijn 4500 van deze blokken van 32 ton geplaatst. Er is ook 125.000 m³ aan zinkstukken geplaatst. Het werk werd in 1921 onder leiding van Van Exter voltooid.

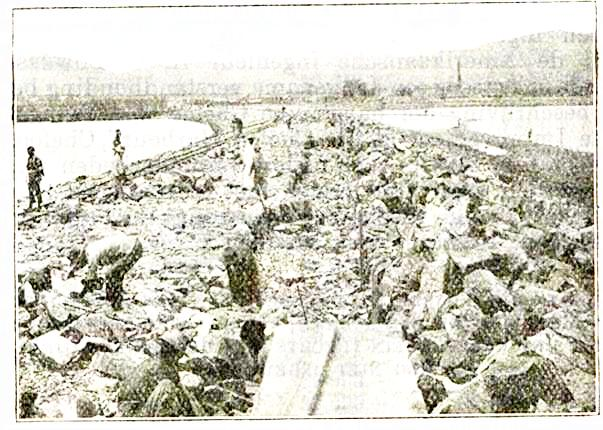
Westelijke havendam in uitvoering. Aansluiting met den oever. Onderbouw zandlichaam met grond- en hangstukken. Bovenbouw steenstorting met zwaardere deklagen.
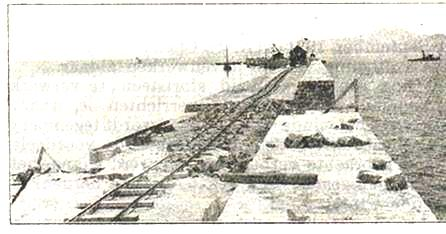
Oostelijke golfbreker. Gezicht naar het zee-einde, opgemetseld ter volle hoogte. Borstwering nagenoeg voltooid.
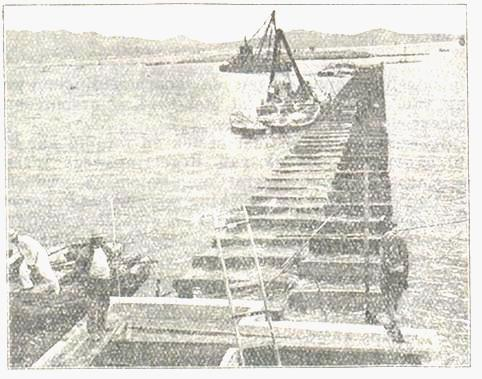
Kaaimuur in het noordelijk gedeelte van den westelijken dam. Het aansluitende damlichaam, ter plaatse te verbreden tot het kadeterrein (rechts van de blokkenrijen), nog niet opgeworpen.
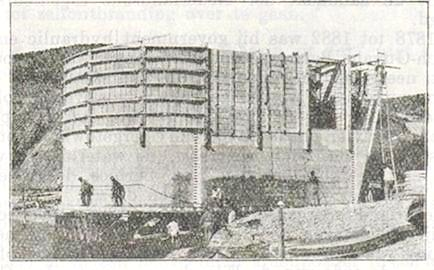
Caisson van gewapend beton voor het hoofd van den golfbreker op de helling, de slede, waarop de caisson is gebouwd, is zichtbaar.

### Tandjong Priok en Bengkulu
Ook heeft de maatschappij werk proberen binnen te halen in Nederlands-Indië, met name de havenwerken van Tandjong Priok. De aanbesteding in juni van 1912 ging fout, vanwege te weinig aanbieders en prijzen die ver boven de ramingen lagen. Uiteindelijk is het betonwerk gegund aan de “Hollandsche Maatschappij tot het maken van werken in gewapend beton” van Alphonse van Hemert, de latere H.B.G. De Maatschappij voor Havenwerken kreeg later (1920) wel een grote opdracht voor Tandjong Priok.

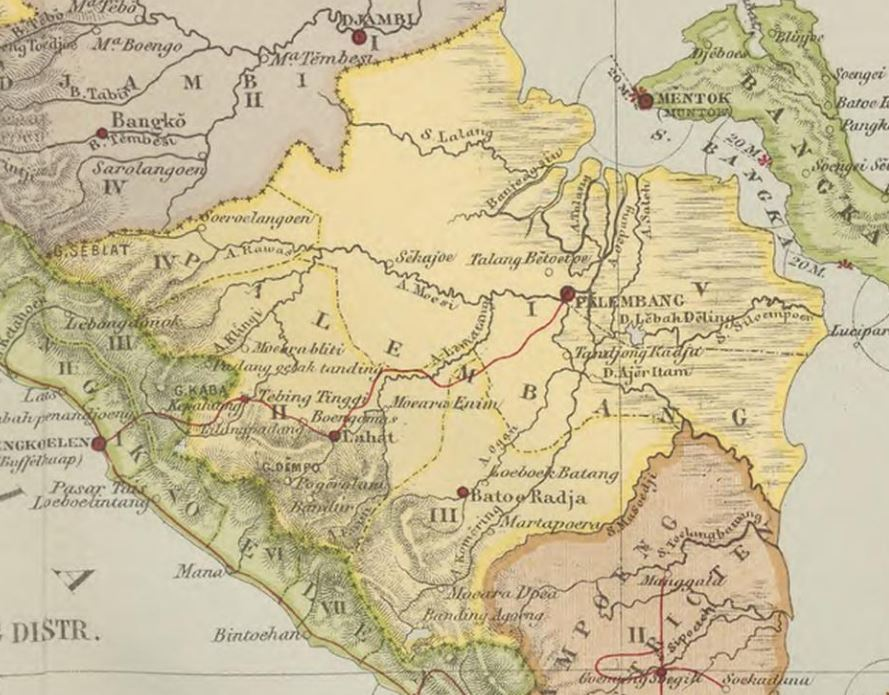
Zuid Sumatra uit een schoolatlas van 1909

Ook probeerde de nieuwe directeur Van Lidth de Jeude een kolenhaven en bijbehorende spoorweg aan te nemen. Voor de haven (Bengkulu op op de westkust van Sumatra) maakte Van Lidth de Jeude een  ontwerp. Inhoudelijk is men niet erg tevreden over dit rapport van 37 blz en 9 kaarten, en er ontstaat wel discussie over het honorarium. De offerte was ƒ2500, de declaratie was ƒ6463, en uiteindelijk is ƒ4463 betaald na het over-en-weer sturen van 37 stukken.  Een spoorlijn van Lahat naar de kust was een probleem omdat die door het Barisangebergte moet, een verbinding met Palembang is veel langer, maar wel simpeler aan te leggen. Wel heeft het bedrijf uiteindelijk de opdracht gekregen om de spoorlijn van het mijnbouwgebied bij Lahat naar Moeara Enim aan te leggen (38 km, in 1921 goedgekeurd). De spoorlijn is later wel doorgetrokken naar Lubuklinggau. De spoorlijn van Lahat naar de kust bij Bengkulu is er nooit gekomen, de haven is in de 90erjaren van de 20e eeuw aangelegd. Op bijgaande kaart is de lijn vanaf Tebing Tinggi naar Bengkulu wel al ingetekend. 

### Macau

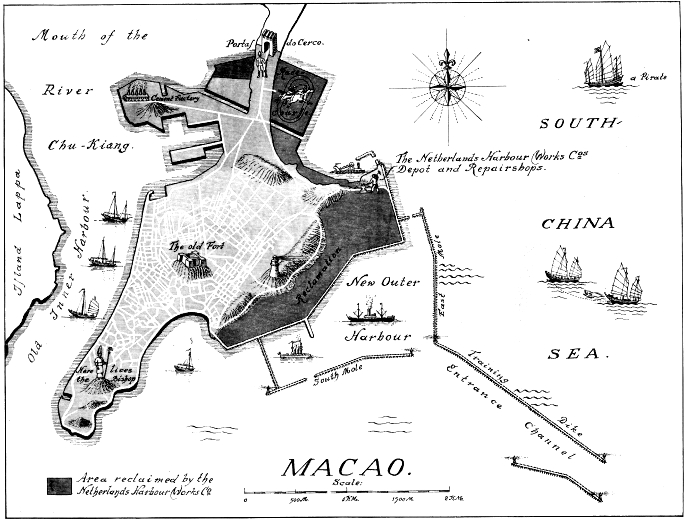
De werken van de Maatschappij voor Havenwerken in Macau

In 1922 is ir. H. Volker op verlof van Rijkswaterstaat voor de maatschappij naar Macau gegaan, In 1924 is ir. G.C.J. Tielenius Kruythoff geplaatste in Macau.
In 1923 is de zandzuiger Rotterdam door de maatschappij aangeschaft en naar Macao gegaan.
De uitvoering van dit werk werd in oktober 1922 vooreen bedrag van 6.500.000 Mexicaanse dollars (toen ongeveer ƒ 10.000.000) door het Macause Gouvernement aan de maatschappij opgedragen. Het werk moest klaar zijn binnen drie tot vier jaar. De ingenieurs van de maatschappij hebben op 14 mei 1924 verschillende autoriteiten van Macau en genodigden uit Hongkong in de gelegenheid gesteld om eens in ogenschouw te nemen wat er reeds in dat eerste jaar tot stand is gebracht. De betekenis van Macau als haven was in de loop der jaren sterk achteruitgegaan. 
De nieuwe haven werd een buitenhaven, met een toegangsgeul van zee uit van 5,5 km beschermd door drie golfbrekers. De toegang heeft een bodembreedte van 100 m en een diepte van 7,5 m. De oude, verzande haven blijft onveranderd en bestemd voor kleinere schepen. De bedoeling was de haven te verbinden met het achterland door een spoorweg, waardoor de mogelijkheid zou bestaan dat door een en ander Macau een geduchte concurrent zou worden van Hongkong.
Details over dit werk zijn beschreven door Van Lidth de Jeude.

### Huludao

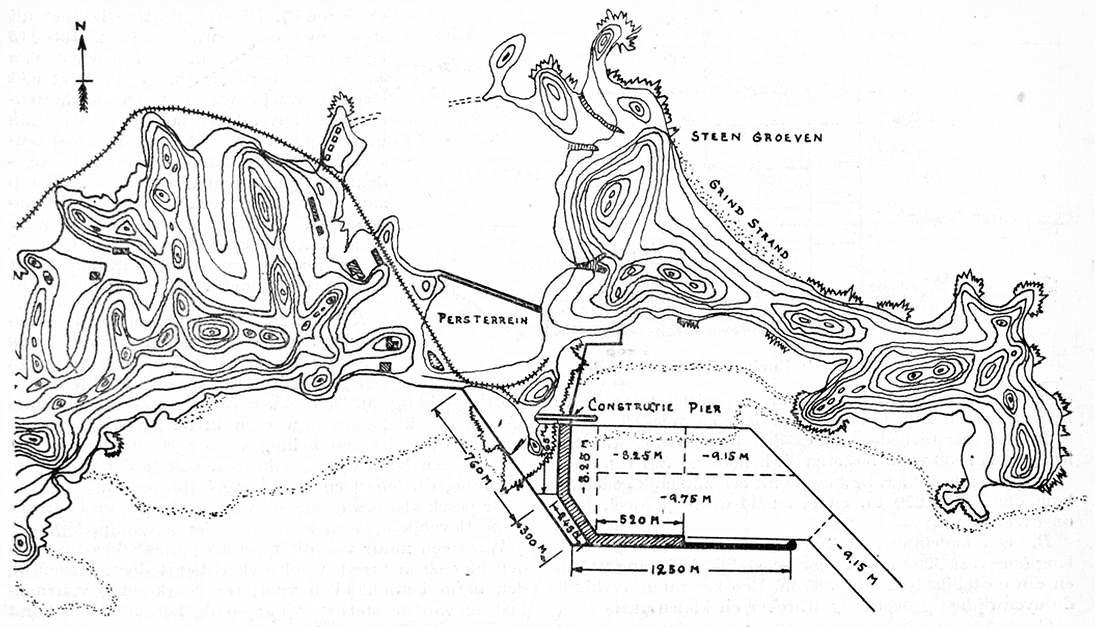
de haven van Hulutao, China

Huludao (of Hulutao) ligt op een schiereilandje in de Liadong Baai, een deel van de Bohai Zee, tegenover Dalian (Port Arthur). Door de ligging is de haven  volkomen beschut “.. tegen, de heerschende snijdende Noordenwinden, doch .de hoofdzaak is, dat de haven het geheele jaar door volkomen ijsvrij zal zijn." De maatschappij heeft hier opdracht om een havenpier van 1800 m aan te leggen, waardoor een brede kom ontstaat die schepen van alle kanten beschutting biedt. De geplande diepte onder laag water  was 10 m, waardoor alle toenmalige schepen kunnen binnenkomen. De planning was o de pier aan te leggen met twee rijen zinkstukken, waartussen breuksteen gestort wordt, dat afkomstig is van een tweetal heuvels op het schiereiland, die daarvoor volledig afgegraven worden. Op het vrijkomende terrein worden havenfacitliteiten aangebracht, zoals loodsen en een spooremplacement.  Na het Mantsjoerije-incident van 1932 kwamen de werkzaamheden tot stilstand en zijn tot aan de Tweede Wereldoorlog niet hervat.
Een uitgebreide beschrijving wordt gegeven door  ir. H. Volker en ir. G.H. van Steenbergen.

### Canton
In dezelde tijd als aan de haven van Hualadao gewerkt werd was er ook een opracht voor de d haven van Canton. De stad Canton ligt grotendeels op het eiland Honan, maar de vaargeulen aan weerszijden van dit eiland zijn vrij smal. Aan de oostkant van het eiland, Whampoa, is het dieper en ruimer, dus een betere plek voor een haven. Vn hier is een brede geul naar zee, maar daarin ligt een zandbank. Hierdoorheen moet een geul gebaggerd worden, en moeten er leidammen gemaakt worden. Gepland was dat het werk in 3 jaar klaar zou zijn, maar door interne problemem in China is dat wel vertraagd.

### Leixões

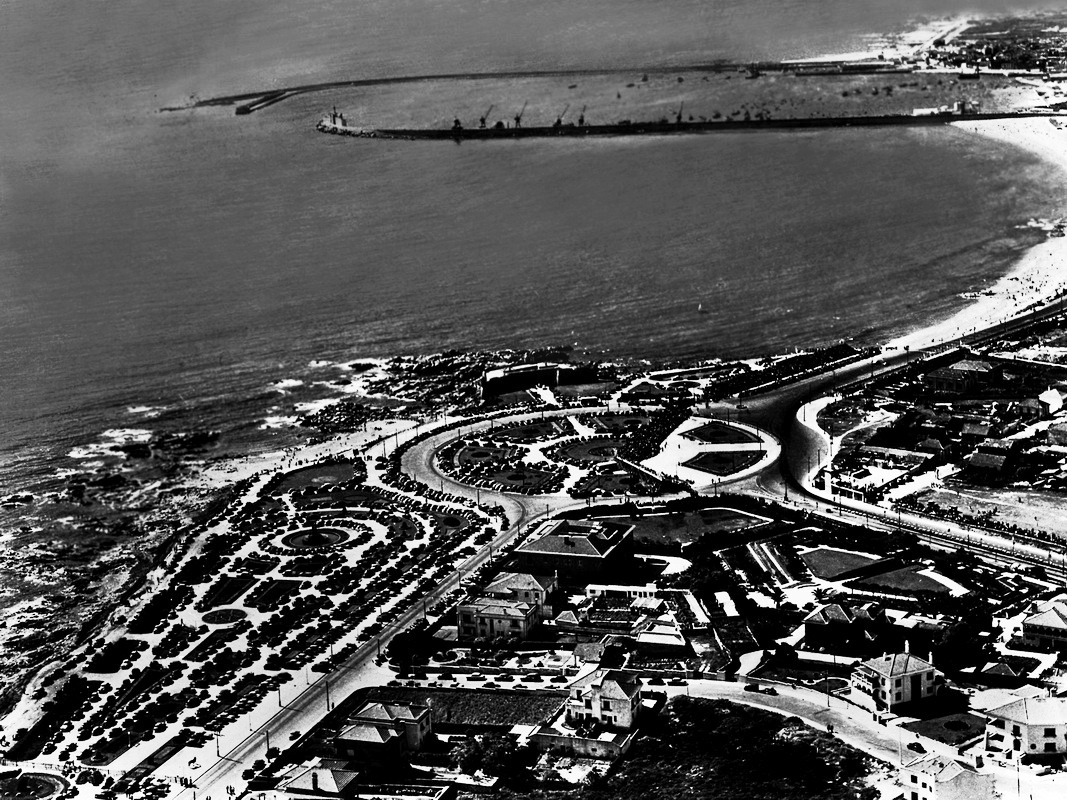
De haven van Leixões voor de bouw van dok 1

In 1932 kreeg de maatschappij van de Portugese regering  opdracht voor de aanleg van een havenbassin en golfbreker in de haven van Leixões (bij Porto) tot een bedrag van circa 7½ miljoen gulden. De uitvoering van dit werk zou vijf jaar duren en geschieden in samenwerking met de Engelse firma Sir Lindsay Parkinson & Cie Ltd. te Londen.  De uitvoering was in handen van ir. C. Frets en ir. A.Th. Stigter. Ir. H. Volker is hier omgekomen. Door een storm in 1934 ontstond er schade aan de golfbreker; er is toen advies gekomen van ir. Van den Broek van Rijkswaterstaat. De maatschappij heeft dit herstelwerk ook kunnen doen. 

### overzicht werken tot 1940
| jaar        | naam                | grond- en baggerwerk (m³) | betonwerk (m³) | golfbreker (m) | kadelengte (m) | opmerkingen        |
| ----------- | ------------------- | ------------------------- | -------------- | -------------- | -------------- | ------------------ |
| 1912-1916   | Shanghai            | 4.200.000                 |                |                |                | rivierverbetering  |
| 1915-1921   | Chefoo              | 2.400.000                 | 100.000        | 2.600          | 183            | havenaanleg        |
| 1920-1922   | Tandjong Priok      |                           | 6116           |                |                | havengebouwen      |
| 1920 - 1923 | Moeara Enim - Lahat | 660.000                   | 20.000         |                |                | aanleg spoorlijn   |
| 1922 - 1927 | Macao               | 8.500.000                 |                | 6.309          |                | golfbreker en kade |
| 1924 - 1926 | Hong Kong           | 650.000                   | 38.000         |                | 518            | verdiepen          |
| 1927 - 1930 | Tenerife            | 535.000                   |                |                |                | verdiepen          |
| 1927 - 1935 | Las Palmas          | 2.600.000                 | 650.000        | 2.621          | 564            | havenaanleg        |
| 1927 - 1929 | Hong Kong           | 1.120.000                 | 9.175          |                |                | havenaanleg        |
| 1929 - 1931 | Jersey              | 157.000                   |                |                |                | golfbreker         |
| 1929 - 1931 | Canton              | 110.000                   | 1.682          |                |                | golfbreker         |
| 1930 - 1936 | Huludao             | 4.330.000                 | 252.000        | 1554           | 1097           | havenaanleg        |
| 1931 - 1933 | Funchal             | 30.000                    | 13.380         | 78             |                | golfbeker          |
| 1932 - 1936 | Leixões             | 665.000                   | 268.000        | 1006           |                | golfbreker         |
| 1932 - 1934 | Hong Kong           | 22.000                    | 3.362          |                |                | dokken en helling  |

## De oorlogsperiode
In Nederland stonden de activiteiten van de maatschappij vrijwel stil. In het verre oosten viel er na 1941 ook niet veel te doen. Er werd nog wel gewerkt in Curaçao en Suriname.

## Naoorlogse werken

### Nederland

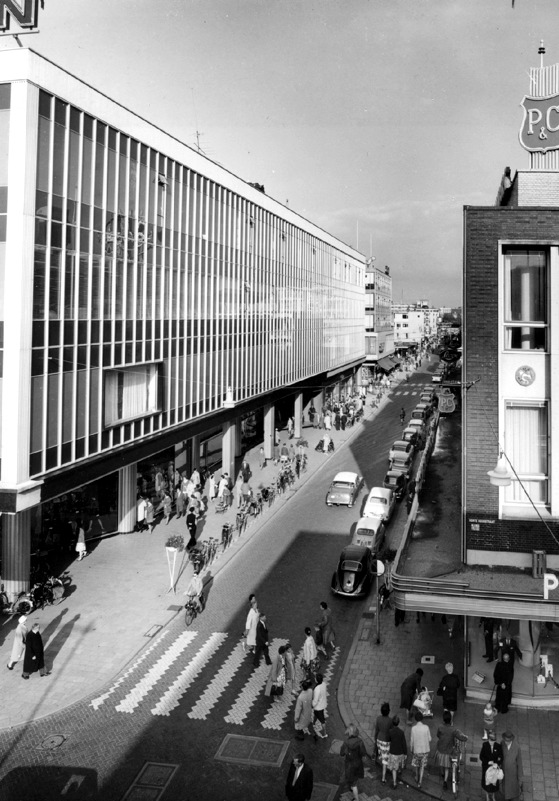
De Hoogstraat met de V&D 1964

Direct na de Tweede Wereldoorlog was de maatschappij in eerste instantie betrokken bij het herstel van de Nederlandse infrastructuur, zoals de bouw van een betonmortelcentale en een bandenfabriek. Maar ook in 1950 de nieuwbouw van het pand van V&D in Rotterdam. Omdat de concurrentie op de Nederlandse markt groot is, is de winstgevendheid laag en in 1957 besluit de maatschappij niet meer in te schrijven op binnenlandse havenprojecten.
Het insteekhavenproject dat ontworpen is door de Bouwkundige Dienst van de N.D.S.M. in nauwe samenwerking met de Interne Technische Dienst, is uitgevoerd door de Koninklijke Nederlandsche Maatschapij voor Havenwerken. Het destijds 21.000 m² op het IJ gewonnen land is dus in 1961 weer water geworden. In totaal moest 300.000 m³ specie worden weggebaggerd om tot een diepte te komen van 9,5 m. Tegenover de 160 m verloren kaderuimte langs de oude oever, staat een verkregen kaderuimte van 580 m. De nieuwe kades hebben een diepgang van 9,5 en 7,5 m. Aan deze kades kunnen drie grote koopvaardijschepen meren. Voorts konden aan de kades van 150 m kleinere vaartuigen aanmeren. Het resultaat was dus een vermeerdering van 580 meter aan kade en is werd in 1961 opgeleverd. In 1983 zijn deze insteekhavens weer gedempt (insteekhavenproject) en er woningen gebouwd.

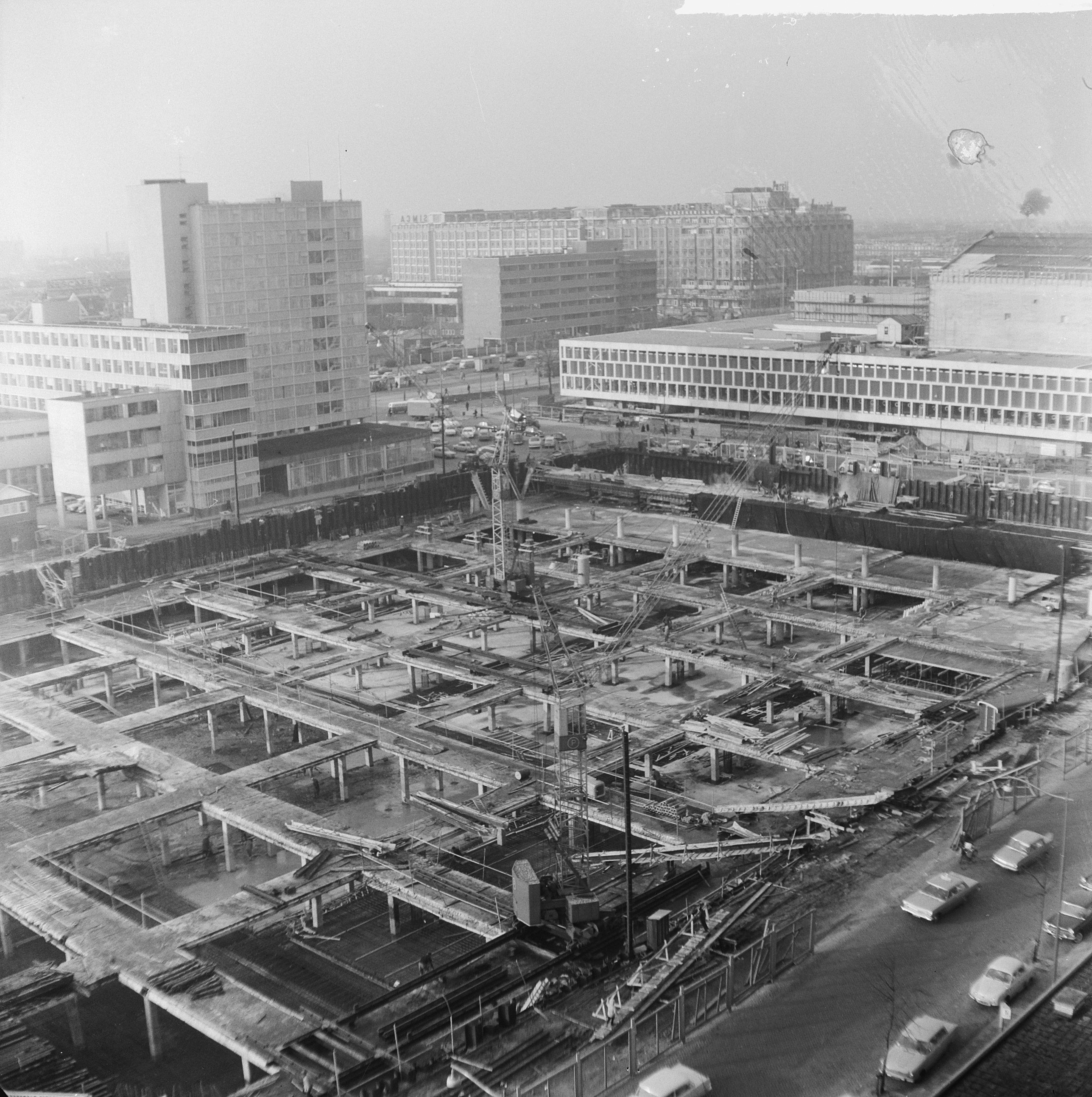
Bouw ondergrondse parkeerplaats te Rotterdam voor de Grote Schouwburg

In 1964 is de parkeergarage onder het Schouwburgplein in Rotterdam gebouwd. In dat jaar is ook een woningfabriek voor de bouw van woningen in de Bijlmermeer gebouwd.
In de jaren 70 van de 20e eeuw besluit de maatschappij zich volledig te concentreren op buitenlands werk

### Egypte

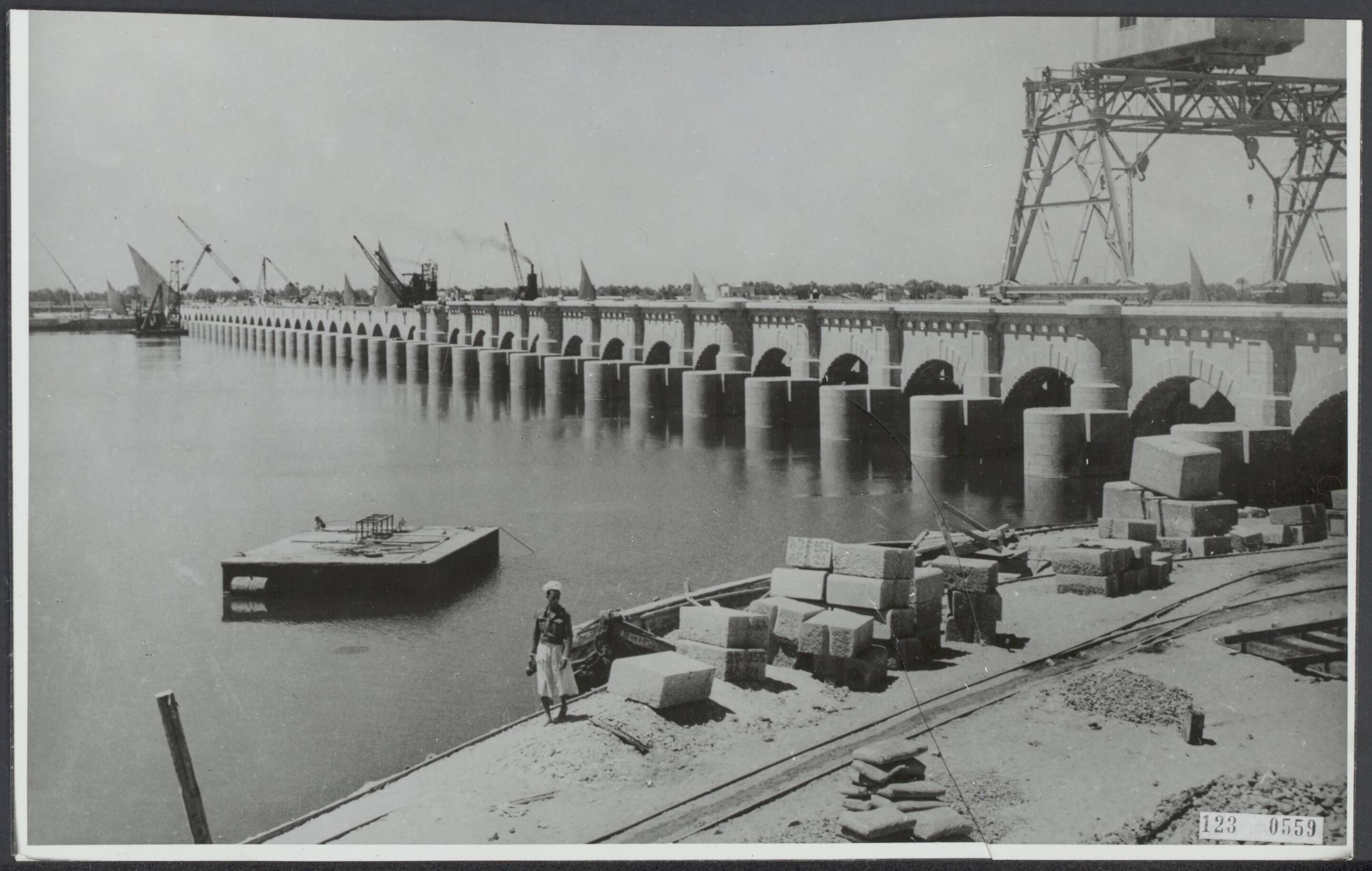
Idfinadam (zuidelijk van Rosetta). Uitgevoerd in de jaren 1948-1951

In het buitenland was de eerste grote opdracht in 1948  de bouw van een dam in de Nijl in Egypte. Bij Elfina (Idfina) in oostelijke Nijlmonding (de Rosetta tak) samen met Franse partner een dam met sluis gebouwd. In september 1950 is deze klaar om de rivierafvoer van de Nijl te regelen.

### De Antillen en Venezuela
In 1946 kan wel al begonnen worden met werkzaamheden op de Antillen. De haven van Curaçao moet worden uitgebaggerd. Hiervoor is in 1948  baggermolen, de „Résistance" en een bak op sleeptouw  genomen door de zeesleepboot "Witte Zee". De aankomst daarvan in Curaçao trok veel bekijks. Er is ook begonnen met aanleg van de haven van Oranjestad op Aruba. In 1950 kwam er een nieuwe pier op Bonaire.  In 1957 heeft de maatschappij samen met de Hollandsche Aannemingsmaatschappij de haven van Puerto Cabello in Venezuela aangelegd. Dit was een werk van 20 miljoen gulden.

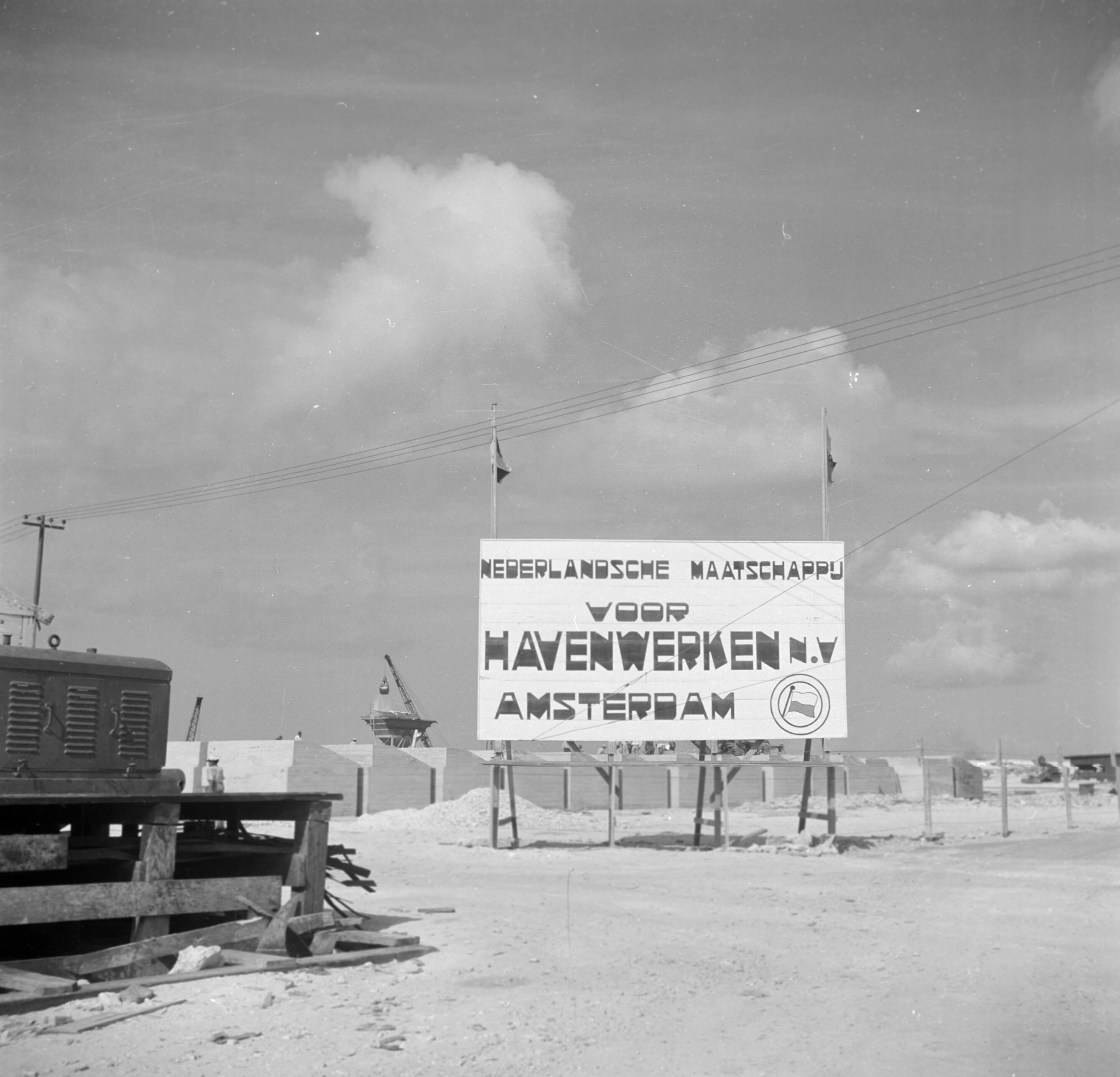
Bord in de haven van Oranjestad op Aruba
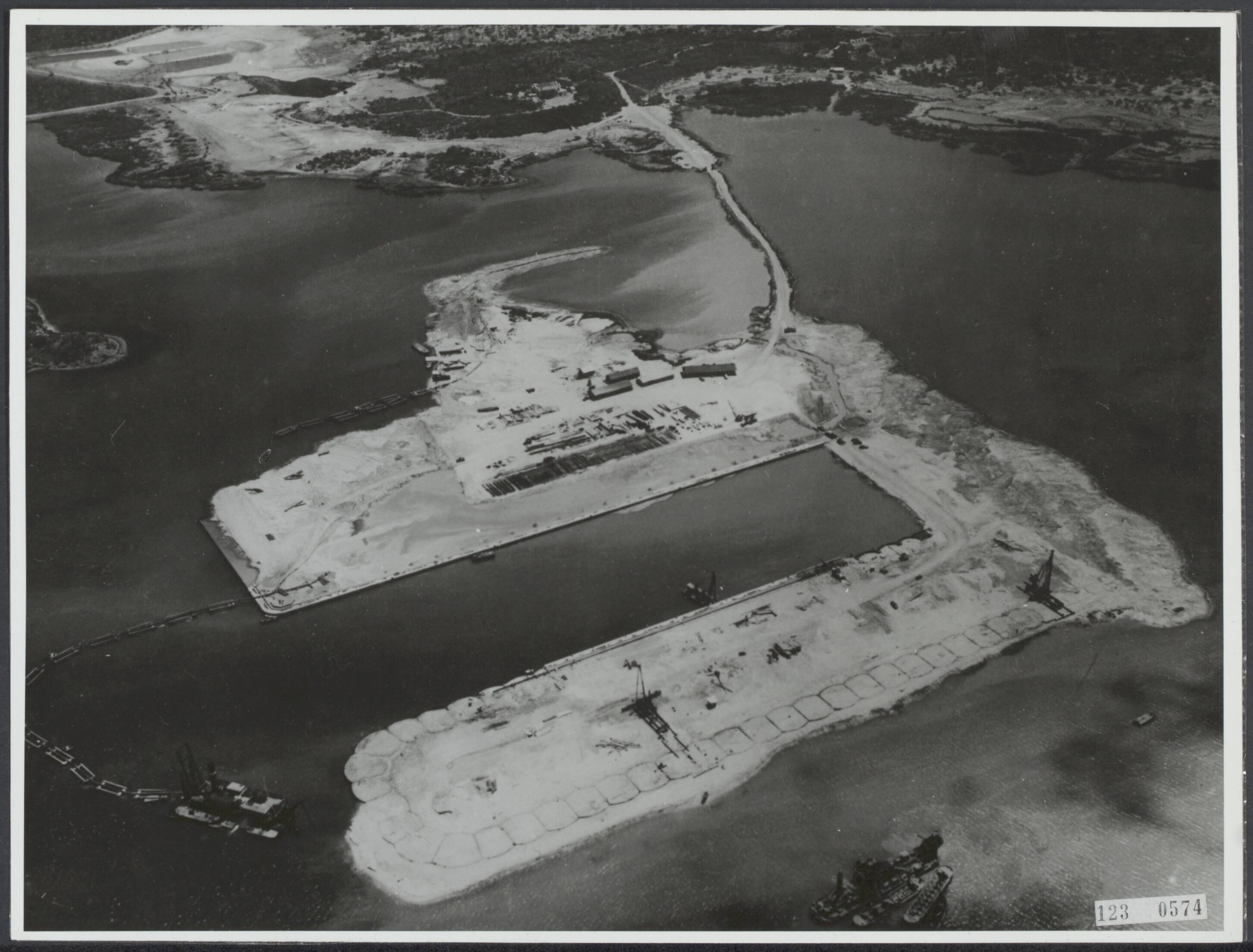
Bouw havencomplex op Curaçao
Baggermolen in de haven van Curaçao

### Turkije

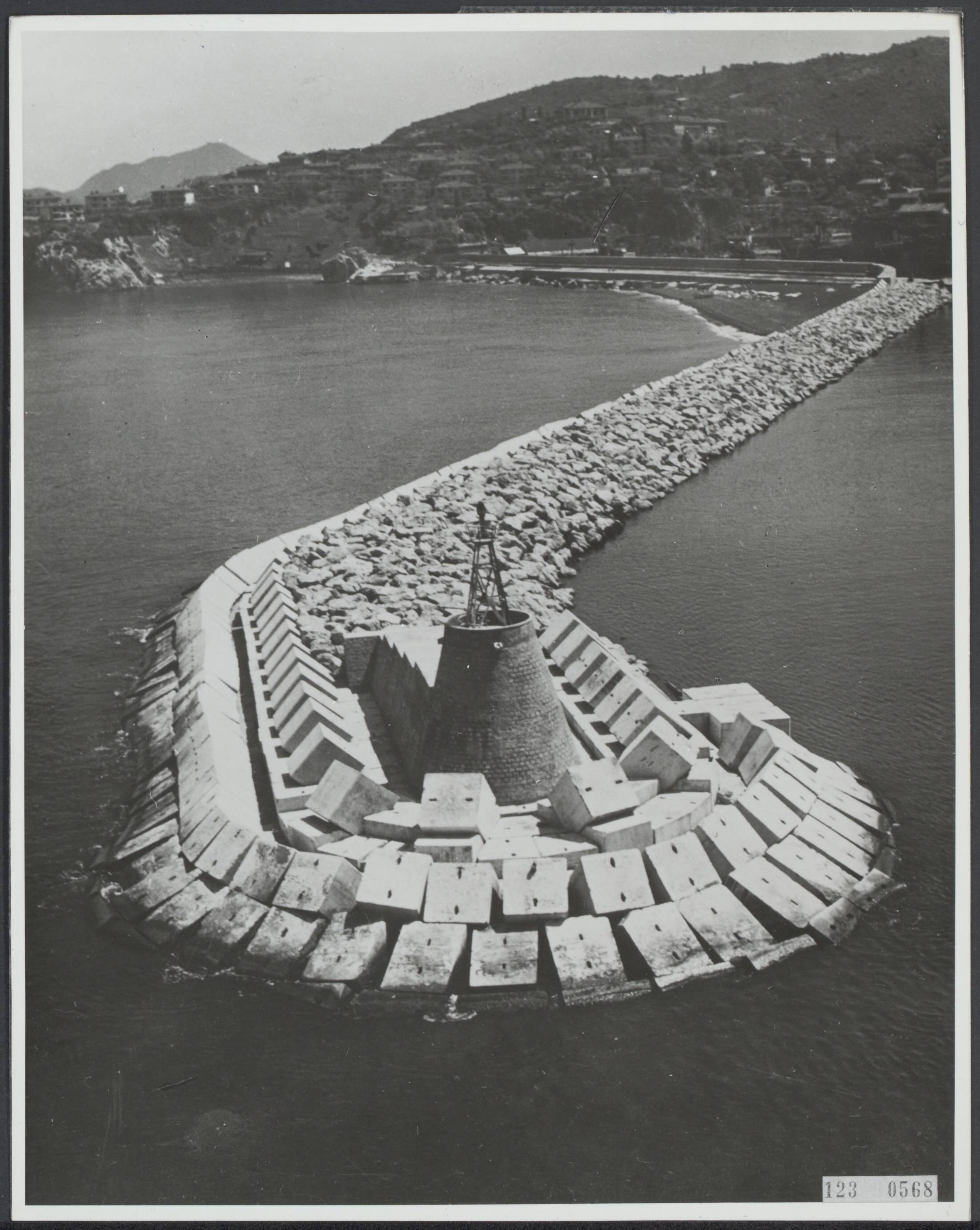
Golfbreker van Zonguldak (1954)

In 1949 krijgt de maatschappij een opdracht voor aanleg van de haven van Zonguldak in Turkije. Deze haven is bedoeld voor de export van kolen. Het project wordt grotendeels vanuit Marshallfondsen betaald. Ongeveer 50% van het budget komt beschikbaar aan Nederland in de vorm van deviezen (dit was na de oorlog heel belangrijk). Er zijn voor deze haven proeven gedaan in het Waterloopkundig Laboratorium in Delft, samen met Neyrpic te Grenoble. De bouw in uitgevoerd samen met de Société de Constructions des Batignolles.  Bij Zonguldak liggen steenkoollagen aan de oppervlakte van de bodem en vlak bij zee. De bedoeling was om de kolen  door middel van transportbanden steenkool naar de haven te brengen, en wel 16000 ton per dag. De haven en de mijnen in die provincie hebben een slechte naam gekregen door het grote aantal ongelukken dat daar gebeurde. 
Voor dit werk is een steengroeve aangelegd, een kleine werkhaven met laadsteigers gebouwd en er werd  materiaal aangevoerd, uit Indonesië kwam een baggervloot en uit Egypte haalde men een drijvende bok. De eerste bak steen werd op 15 september 1950 in de golfbreker gestort. Aan tegenslag heeft het niet ontbroken. Door een buitengewoon zware storm zonken begin juni 1950 een baggermolen en een drijvende bok. De baggermolen kon spoedig weer naar boven worden gehaald. 
In 1950 kwam er ook een opdracht voor het ontwerp van een marinehaven in Samsun, 400 km ten oosten van Zonguldak. Ook hiervoor heeft het Waterloopkundig Laboratorium proeven gedaan.
Ook is een marinehaven aangelegd bij Gölcük (in de Zee van Marmora, tegenover Izmir) Dit project van ƒ 4 miljoen werd door de Turken gefinancierd, 20% van het bedrag werd in guldens betaald. Het plan Gölcük omvatte de aanleg van een complete marinehaven aan het boveneinde van de Golf van Izmir. Al in 1932 besloot het Turkse Ministerie van Defensie tot de aanleg van Gölcük. Een Nederlandse groep, bestaande uit de Nederlandse Maatschappij voor havenwerken, Gebrs. Stork & Co, Werf Conrad en de VriesRobbé voltooide in 1937 op uitnodiging van de Turkse regering een ontwerp. Bij de aanbesteding zag het er echter naar uit, dat de opdracht naar Duitsland zou gaan omdat die veel gunstigere financiële voorwaarden kon bieden Voor het contract van het eigenlijke werk tot stand was gekomen brak de Tweede Wereldoorlog uit. Enkele werkplaatsen en een klein stuk kademuur werden toen door Turkije met behulp van aannemers uit eigen land gedurende en kort na de oorlog uitgevoerd. In 1946 zocht de Nederlandse Maatschappij voor Havenwerken opnieuw contact met het Turkse Ministerie van Defensie. Daaruit kwam deze opdracht voort, mede door het feit dat ook de Amerikaanse regering in het kader van haar militaire steun aan Turkije belangstelling toonde voor het tot stand komen van de marinebasis in Gölcük.
In de loop van 1956 kwam er opdracht haven van Mersin in zuid Turkije aan te leggen. Als gevolg van gestegen lonen en prijzen en snelle economische ontwikkeling van Turkije was daar veel ontwikkeling. In het begin van 1960 moest  de maatschappij klaar te zijn met dit project. De contracten in dat land waren voor vrijwel alle risico's verzekerd. Dit werk had haast vanwege de aanleg van olieleidingen naar Irak alsmede de economische ontwikkeling in de vlakte van Adana

### Marokko

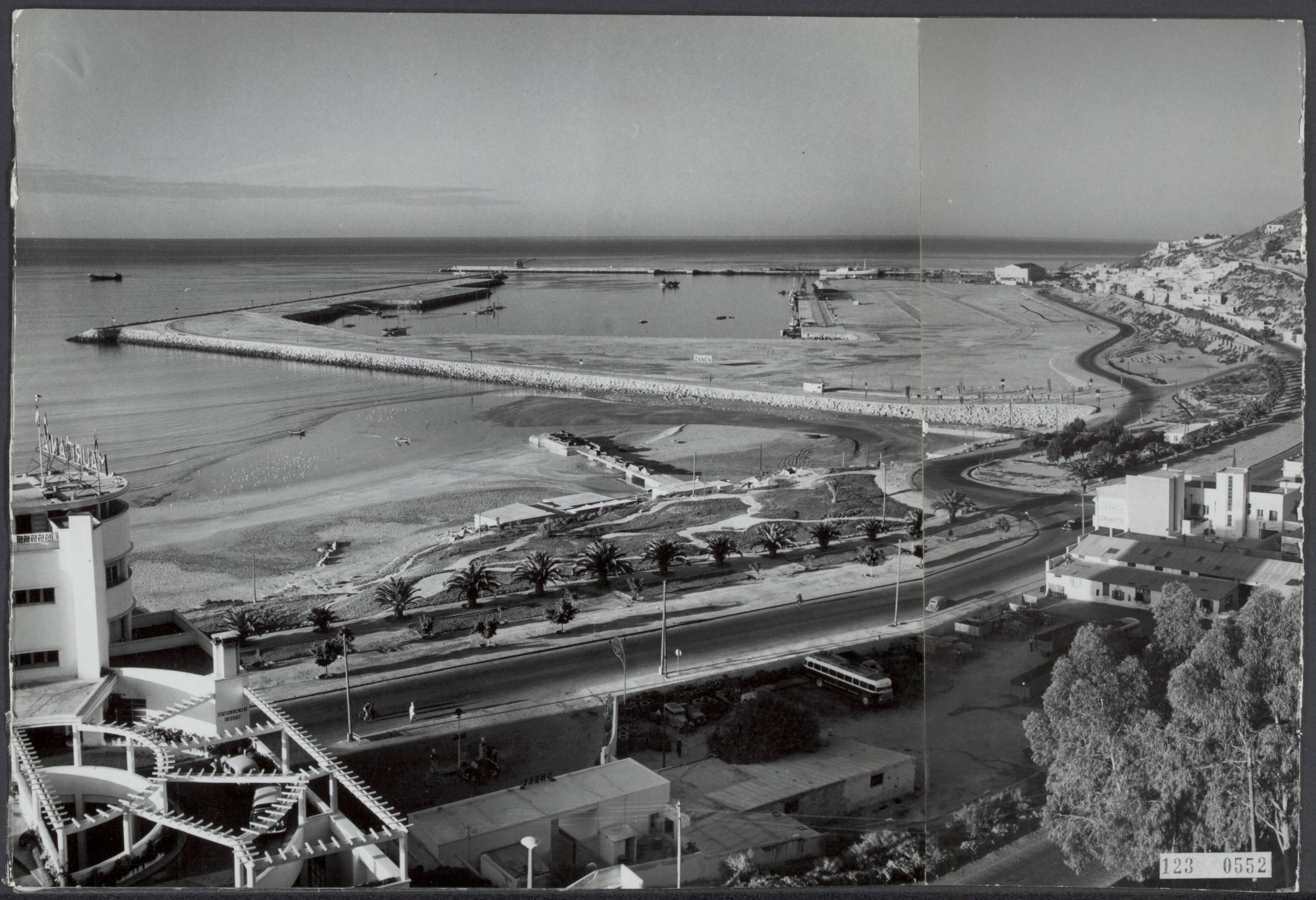
Haven van Agadir (Marokko)

In 1953 is de nieuw aangelegde haven van Agadir in Marokko geopend. Deze haven is in 1960 verwoest door een tsunami veroorzaakt door een aardbeving. Dit werk werd in onderaanneming van Zanen Verstoep uitgevoerd. 

### Mozambique
Een andere belangrijke opdracht die de maatschappij  kreeg was om in Beira een pier te bouwen met ertslaadinstallaties en om aldaar baggerwerk te verrichten. De pier met de installaties moesten binnen een  jaar klaar zijn, een zeer korte bouwtijd dus. Met dit werk was een bedrag gemoeid van 95 miljoen escudo's (een escudo was toen  13 (gulden)cent). Ook dit werk is gefinancierd uit Marshall fondsen voor Portugal.    

### Portugal

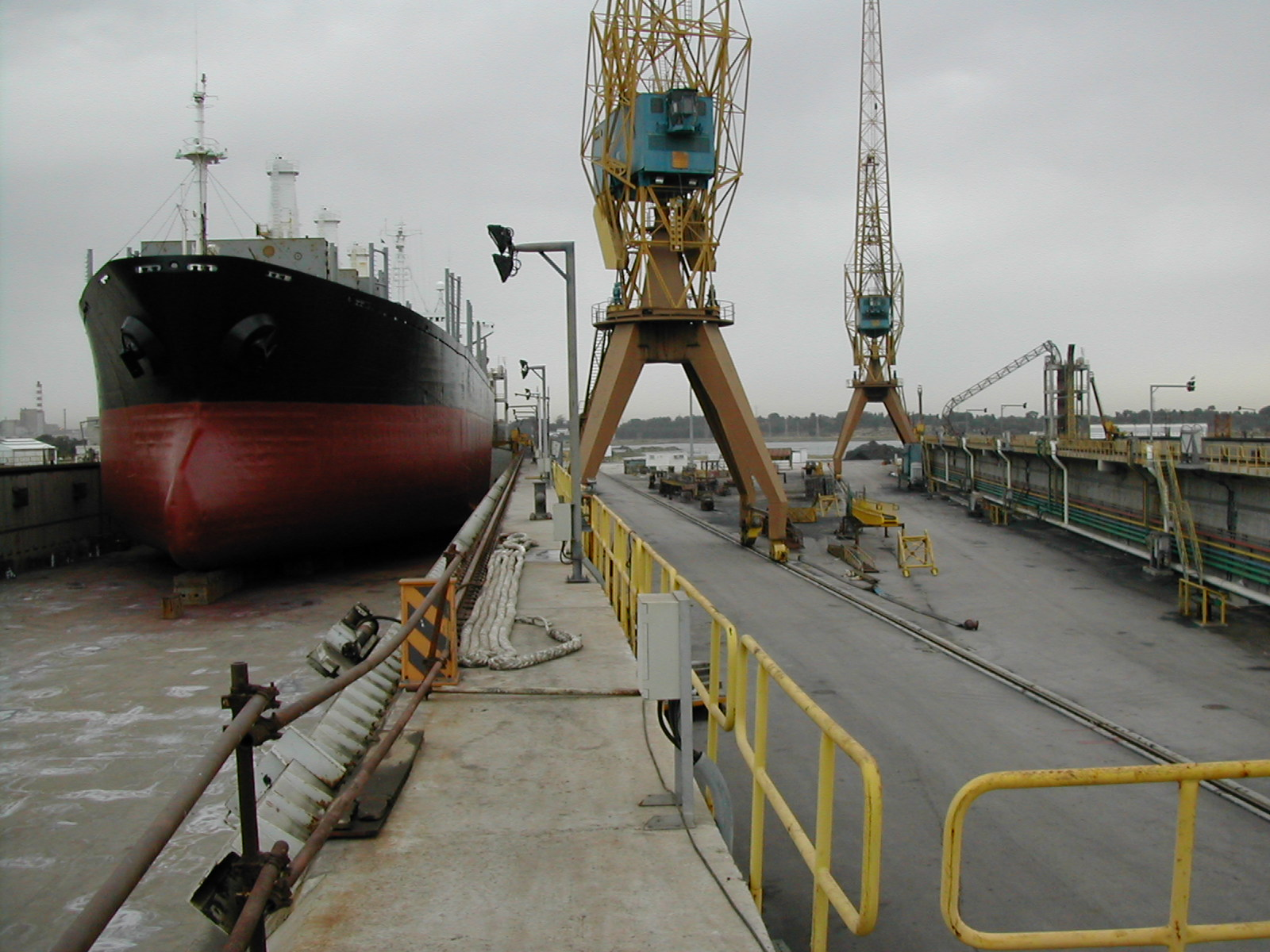
Lisnave

In 1968 krijgt de maatschappij opdracht voor de bouw van twee reparatiedokken voor schepen tot 100.000 ton en tankers tot 200.000 ton bij de Lisvave werking zlissabon. Deze werf is voorh een kwart eigendom van het RSV-concern.

### Libië

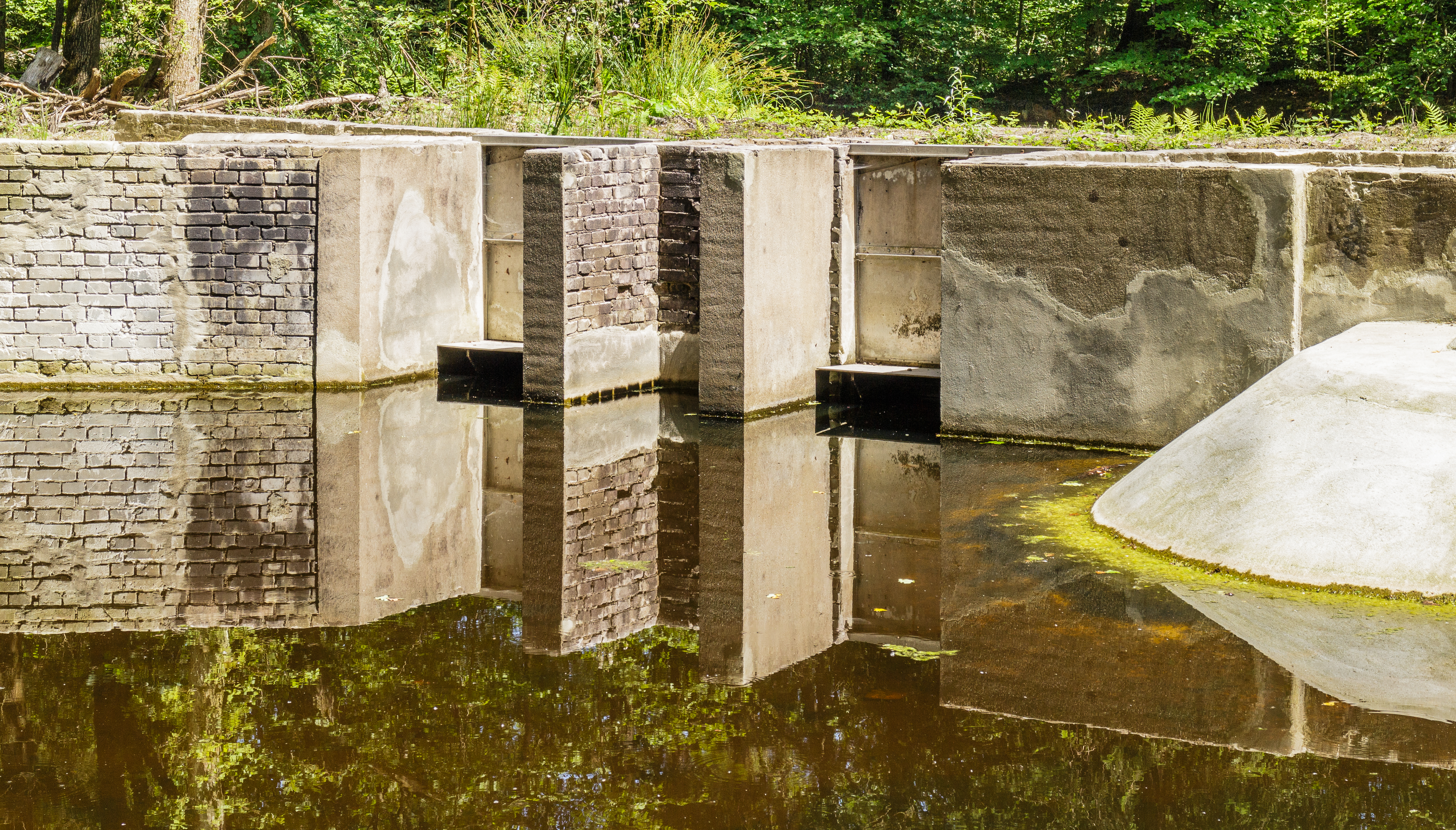
Model Haven Marsa el Bregha.

Een in Libië opgerichte dochteronderneming, waarvan de meerderheid van het kapitaal zoals het jaarverslag zegt: ‘formeel in handen is van locale partners’, maar waarbij ‘voldoende regelingen zijn getroffen om de belangen van Havenwerken veilig te stellen’, kreeg opdrachten van de Esso voor het maken van een golfbreker in caisson bouw bij Marse El Bregha. Voor deze haven is ook modelonderzoek gedaan in het waterloopkundig laboratorium De Voorst.

### surveywerk
In 1966 richten ze samen met Billiton een dochteronderneming op, Ceso, voor uitvoeren van onderzees surveywerk. Hiervoor wedt het  vaartuig voor bodemonderzoek Bison (ex- HMS Lightwell) aangeschaft.